# Мэссингем, Джон Дадли
Сэр Джон Дадли Мэссингем (англ. John Dudley Massingham CMG; февраль 1930, Першор, графство Вустершир, Великобритания — 16 марта 2009) — британский колониальный и государственный деятель, губернатор острова Святой Елены (1982—1984).

## Биография
Окончил Оксфордский университет.
В 1981—1984 гг. — губернатор острова Святой Елены. С его деятельность связано лучшение островного образования, в том числе обнародование планов строительства школы принца. Также было приятно решение о выделении новых участков под жилищное строительство, в том числе и в прибрежных районах.
В 1985—1987 гг. — посол в Гайане.
В 1987—1990 гг. — генеральный консул и директор по развитию торговли (Director of Trade Promotion) в Йоханнесбурге (ЮАР).
С 1993 по 1995 гг. являлся директором компании W.N.C.T. ENTERPRISES LIMITED.